# MotorStorm (серия игр)
MotorStorm — серия гоночных игр, разработанная Evolution Studios и издаваемая компанией Sony Computer Entertainment. Первая часть вышла в 2006 году эксклюзивно для консоли PlayStation 3. После успеха игры было выпущено несколько продолжений и спин-оффов.

## Игровой процесс
Все игры серии имеют общую структуру прохождения — игрок участвует в фестивале экстремальных гонок вне дорог на различных транспортных средствах, например на багги или суперкарах, с целью стать победителем фестиваля.
Гоночные соревнования всех игр в первую очередь включают стандартные состязания с целью занять призовые места. Иногда встречаются и другие виды соревнований, например гонка на вылет или дрифт. Немаловажное место имеют возможность свободной игры со своими настройками и многопользовательский функционал. Трассы могут быть как условно замкнутыми, так и незамкнутыми и содержать разрушаемые объекты, оказывающие различное влияние на те или иные транспортные средства (грузовики, к примеру, могут провалиться под хрупким мостом). Тематика трасс варьируется от игры к игре — от пустынных местностей до разрушенных городов. Для большей реалистичности восприятия происходящего разработчики предусмотрели в некоторых играх поддержку 3D.
Транспортные средства имеют подробные повреждения при столкновениях и могут даже взорваться. При сильных авариях машина разбивается и восстанавливает своё целостное состояние. В большинстве частей серии есть возможность использовать форсаж, который помогает быстрее набрать скорость, но при длительной работе приводит к возгоранию и взрыву двигателя. Возможности тюнинга и стайлинга улучшались с каждой следующей игрой — если в первых частях транспортные средства можно было подвергнуть только изменению их раскраски, то в последующих появилась возможность менять детали экстерьера и устанавливать особые приспособления для облегчения прохождения гонок. В некоторых частях серии, помимо прочего, есть возможность выбрать и изменить персонажа, за которого ведётся игра.

## Оценки и мнения
| Игра                     | GameRankings                | Metacritic                |
| ------------------------ | --------------------------- | ------------------------- |
| MotorStorm               | 82,43 % (PS3)               | 84/100 (PS3)              |
| MotorStorm: Pacific Rift | 82,49 % (PS3)               | 82/100 (PS3)              |
| MotorStorm: Arctic Edge  | 81,28 % (PSP) 77,78 % (PS2) | 79/100 (PSP) 72/100 (PS2) |
| MotorStorm: Apocalypse   | 78,34 % (PS3)               | 77/100 (PS3)              |
| MotorStorm: RC           | 82,50 % (PS3) 78,35 % (PSV) | 78/100 (PSV)              |

Игры серии MotorStorm получали в основном положительные отзывы от прессы. Критики относили к достоинствам отличный дизайн трасс, динамичный геймплей и многопользовательские режимы.